# Ocupació alemanya d'Estònia durant la Primera Guerra Mundial

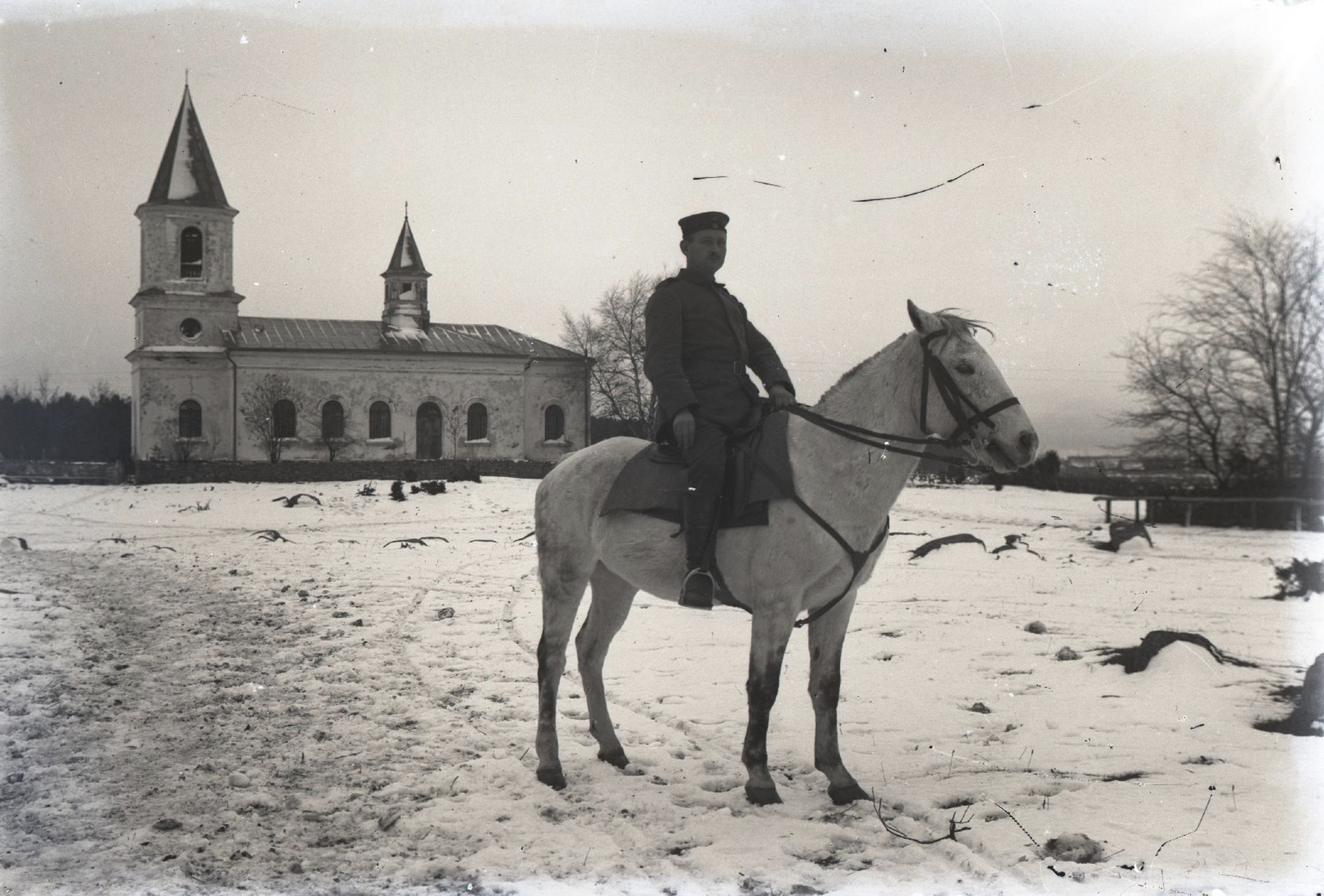
Soldat alemany a prop de Hellamaa, Muhu

Estònia va estar sota ocupació militar de l’Imperi Alemany durant les darreres etapes de la Primera Guerra Mundial. De l’11 al 21 d’octubre de 1917, l’Exèrcit Imperial Alemany va ocupar l’arxipèlag de l’oest d’Estònia (Arxipèlag de Moonsund), incloent-hi les illes majors de Saaremaa (Ösel), Hiiumaa (Dagö) i Muhu (Moon).
Els combats a Estònia van cessar mentre es negociava el Tractat de Brest-Litovsk. Aquestes negociacions van fracassar al febrer de 1918, i per pressionar el nou règim bolxevic de la Rússia soviètica perquè signés el Tractat de Brest-Litovsk, els alemanys van desembarcar a l’Estònia continental el 18 de febrer de 1918 i van avançar cap a Haapsalu (Hapsal) el 21 de febrer de 1918. Les forces alemanyes van ocupar Valga (Walk) el 22 de febrer, i Pärnu (Pernau), Viljandi (Fellin) i Tartu (Dorpat) el 24 de febrer. Tallinn (Reval) va ser ocupada el 25 de febrer de 1918, i a la resta d’Estònia continental, l’última ciutat capturada per les forces alemanyes va ser Narva (Narwa) el 4 de març de 1918. En aquell moment, l’avanç alemany va posar fi tant al Govern provisional de la República d’Estònia, que havia declarat la independència del país el 24 de febrer de 1918 a Tallinn, com als darrers Guàrdies Rojos russos bolxevics a Estònia. Els últims Guàrdies Rojos van aconseguir escapar a Rússia pel riu Narva el 5 de març de 1918.
El tinent general Adolf von Seckendorff va arribar a Tallinn el 28 de febrer de 1918. Havia actuat com a comandant militar del 3r Kommandatur al capdavant de l’administració militar alemanya de l’arxipèlag de l’oest d’Estònia. Més endavant, el 1918, amb la signatura del Tractat de Brest-Litovsk, el govern bolxevic rus va renunciar a totes les reclamacions de sobirania sobre Estònia, donant formalment a l’Imperi Alemany el dret d’annexionar-se el territori o de crear-hi un estat titella. Estònia va passar a formar part de l’Ober Ost alemany (administració militar de Curlàndia, Estònia, Livònia, Ösel i Riga) fins al final de la Primera Guerra Mundial al novembre de 1918.

## Ocupació

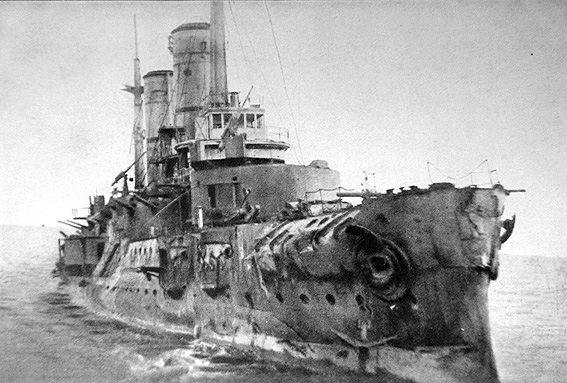
El Slava, poc abans d’enfonsar-se

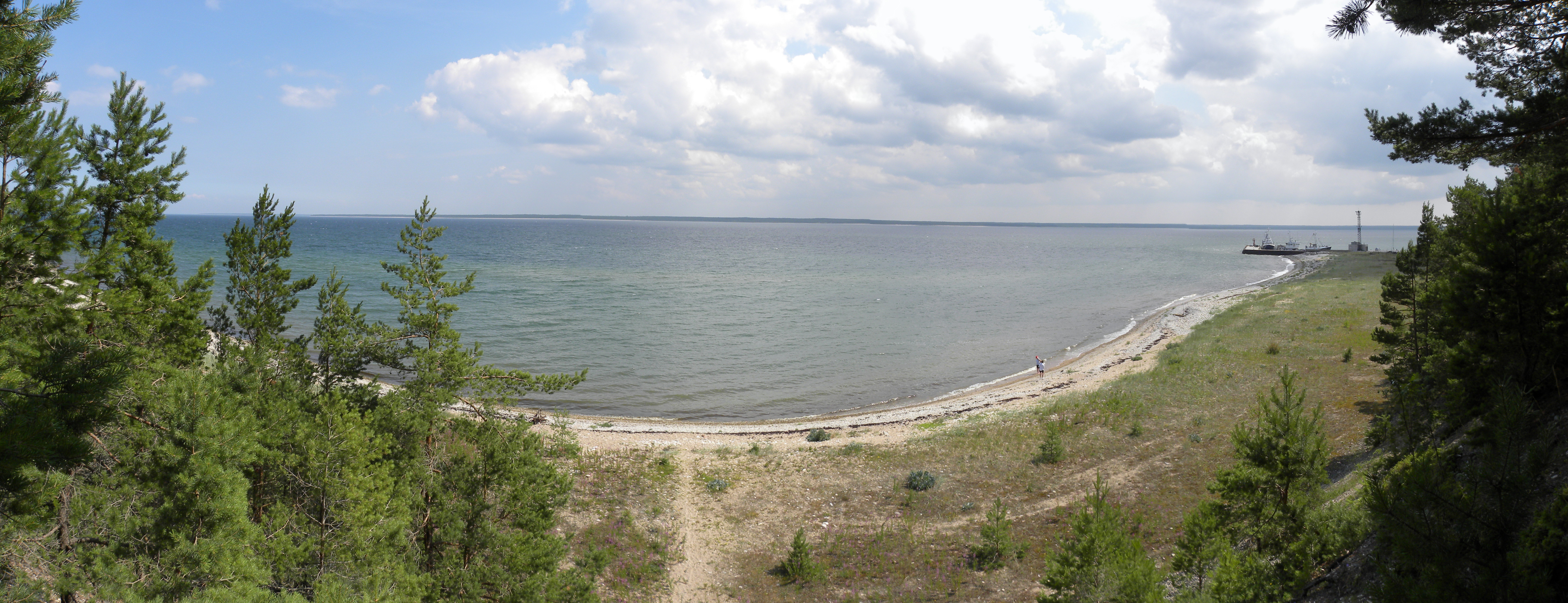
Badia de Tagalaht, un dels llocs on es va desenvolupar l’operació

La primera part de l’actual Estònia que va ser ocupada va ser l’illa de Ruhnu (aleshores part de la Gubèrnia de Livònia) l’any 1915. Durant l’ocupació d’Estònia, els alemanys van patir un total de 368 morts i uns 1.400 ferits. Van capturar 20.000 presoners de guerra russos i diversos vaixells de guerra russos. Un vaixell de guerra rus més antic, el cuirassat Slava, va ser enfonsat durant la Batalla de l’estret de Moon, als voltants de l’illa de Muhu. L’Exèrcit Imperial Alemany va utilitzar el seu 60è Cos (19a Divisió d’Infanteria, 77a Divisió de Reserva i 4a Divisió de Cavalleria) per atacar el nord de Livònia i Estònia. El 6è Cos (205a i 219a Divisions d’Infanteria, i 1a Divisió de Cavalleria) va atacar des de l’arxipèlag de l’oest d’Estònia cap a Lihula, Virtsu i Haapsalu.
Tot i que aquesta operació no va enfonsar gaires vaixells de les dues flotes, va marcar un punt clau per a la independència d’Estònia, la conquesta completa del golf de Riga i, en part, també per a la independència de Finlàndia, a més de donar peu a un moviment alemany anomenat “tornada a casa”, en què els alemanys defensaven que aquell era territori seu, remuntant-se a l’època de l’Ordre Teutònica.

## Declaració d'Independència d'Estònia

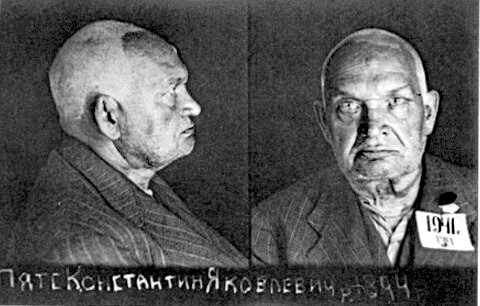
Konstantin Päts, empresonat

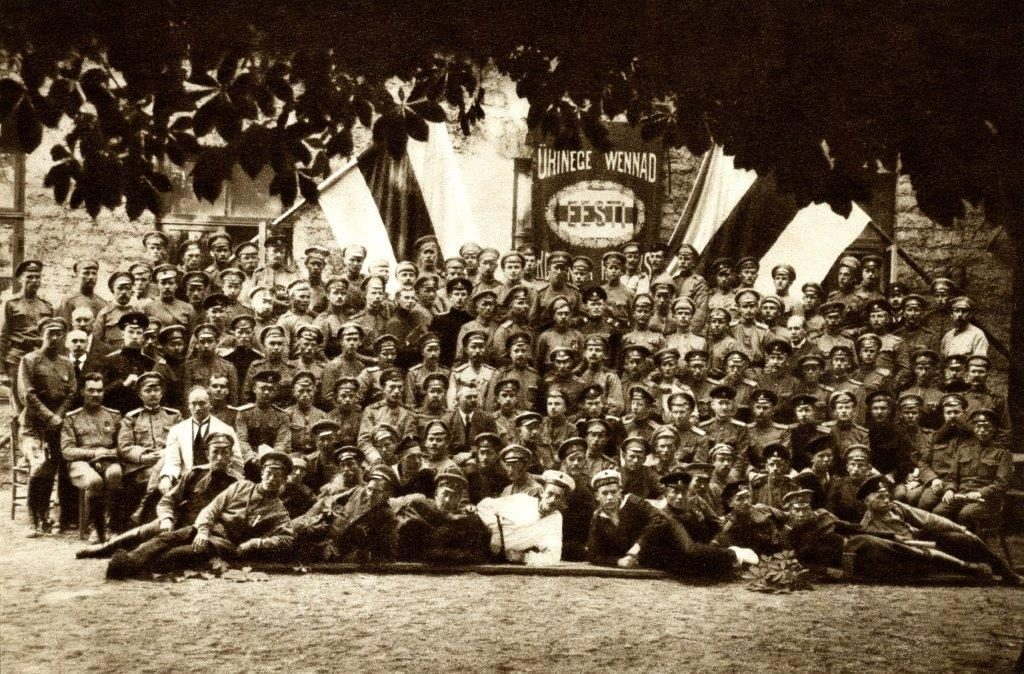
Congrés de soldats estonians que servien a Rússia l'any 1917

Entre la retirada de les tropes russes i l'avanç de les alemanyes, i davant la imminent ocupació d'Estònia per part de l'Imperi Alemany, el Comitè de Salvació d'Estònia de l'Assemblea Provincial d'Estònia va declarar la independència el 24 de febrer de 1918. Tanmateix, les forces alemanyes no la van reconèixer.
El 23 de març de 1918, el comandant del 68è Cos alemany va declarar il·legal el recentment format Exèrcit d'Estònia. Les detencions dels líders del moviment independentista nacional van començar el juny de 1918. El cap d'Estat electe, Konstantin Päts, va ser enviat a Alemanya per ser empresonat. Durant tot aquest període, el Comitè de Salvació d'Estònia va continuar les seves activitats clandestines, establint relacions amb les potències aliades occidentals. Gran Bretanya va reconèixer la independència d'Estònia (de facto) el 3 de maig de 1918, seguida per França el 18 de maig i Itàlia el 29 de maig de 1918, atorgant-li la condició de representant legal de la nació estoniana.
Després de la Revolució Alemanya, entre l'11 i el 14 de novembre de 1918, els representants d'Alemanya van cedir formalment el poder polític d'Estònia al govern nacional. La retirada de les tropes alemanyes va deixar un buit i les tropes bolxevics russes van entrar al país. A continuació, va esclatar la Guerra d'Independència d'Estònia. El 2 de febrer de 1920, la República d'Estònia i la Rússia bolxevic van signar el Tractat de Pau de Tartu. La República d'Estònia va obtenir reconeixement internacional i es va convertir en membre de la Societat de Nacions el 1921.

## Ducat Unit del Bàltic

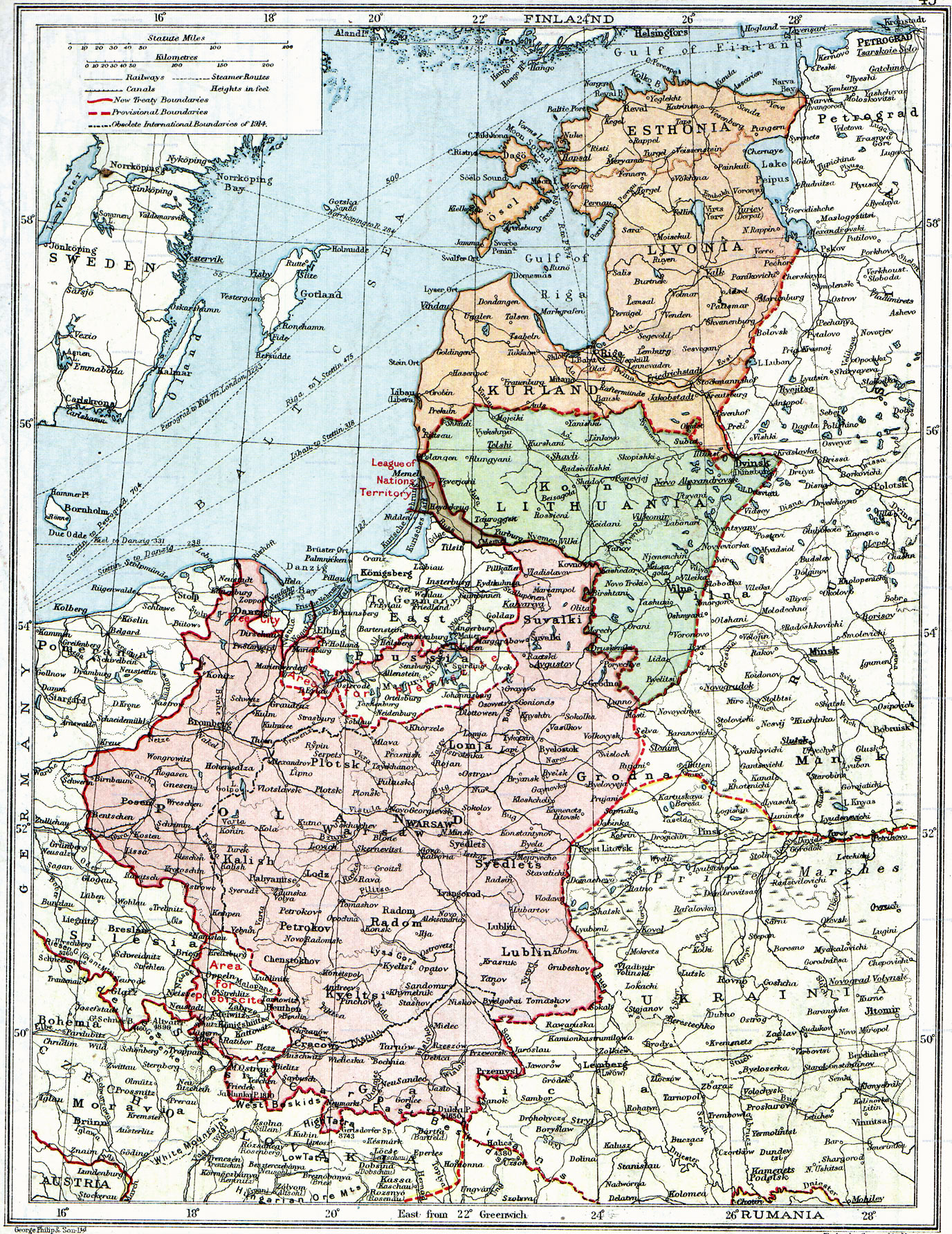
Mapa del ducat

La minoria alemanya bàltica i la noblesa russa exiliada després de la Revolució russa i l'ocupació alemanya de les governacions de Curlàndia, Livònia i Estònia —pertanyents a l’Imperi Rus— van intentar fundar el Ducat Bàltic Unit. Després de la signatura del Tractat de Brest-Litovsk el 3 de març de 1918, la Rússia Soviètica va transferir formalment Estònia a l'administració militar alemanya, el futur estatus de la qual s'havia de determinar posteriorment.
Després de la Revolució de Febrer de 1917 a Rússia, es va crear la Governació Autònoma d'Estònia el 12 d’abril de 1917, a partir de l’antiga Governació d'Estònia i la part septentrional de la Governació de Livònia. Després de la Revolució d'Octubre, l’Assemblea Provincial d’Estònia escollida democràticament es va declarar com a poder sobirà a Estònia el 28 de novembre de 1917, i el 24 de febrer de 1918, un dia abans de l’arribada de les tropes alemanyes, es va emetre la Declaració d’Independència d’Estònia. Per la seva banda, els aliats occidentals van reconèixer de facto la República d’Estònia el maig de 1918.
El 12 d’abril de 1918, els alemanys bàltics es van reunir a Riga per sol·licitar la formació del Ducat Unit d’Estònia, Livònia i Curlàndia, que s’incorporaria a l’Imperi Alemany en unió personal amb la Casa de Hohenzollern. Aquesta sol·licitud va ser presentada pel Landesrat de Riga a l’emperador alemany.

## Ober Ost

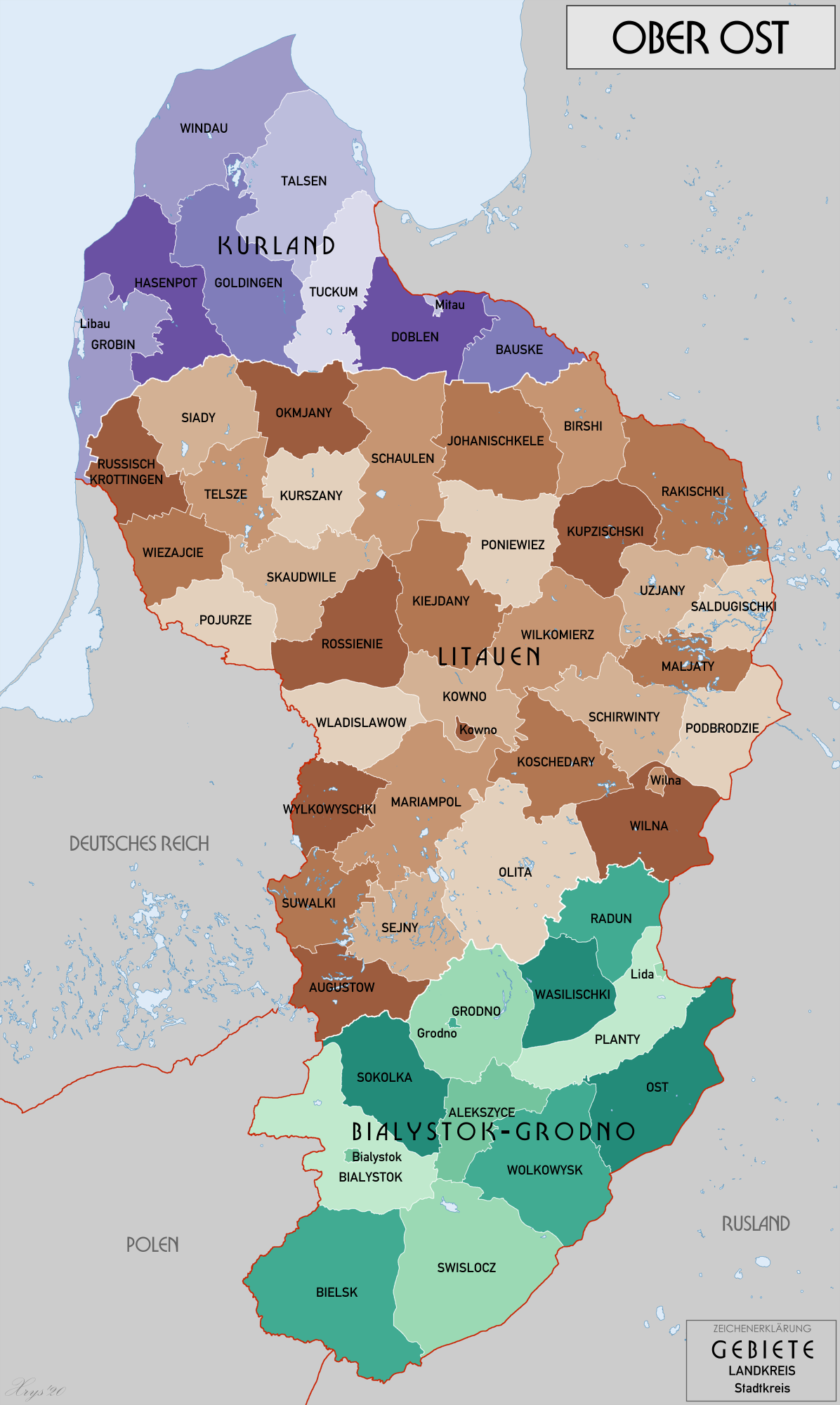
Divisions administratives de l’Ober Ost, 1917.

Tallinn, Tartu i Narva van quedar sota l’administració militar alemanya de l’*Oberbefehlshaber der gesamten Deutschen Streitkräfte im Osten* (Ober Ost), mentre que la resta del país es va dividir i administrar com a *Amtsbezirks* i *Ortsbezirks* menors. Generalment, es nomenaven representants de la noblesa germanobàltica (terratinents feudals immigrats fa segles) com a caps de l’administració local. Tots els diaris en estoní, excepte el *Rewaler Tagesblatt/Tallinna Päevaleht* —de línia alemanya—, van ser prohibits.
Aquesta situació es va prolongar fins al 10 de novembre de 1918. Alemanya va denunciar el Tractat de Brest-Litovsk amb tots els seus protocols addicionals (fins llavors secrets) el 5 de novembre de 1918. August Winnig, l’últim representant alemany a Estònia, va signar el tractat amb el Govern Provisional d’Estònia el 19 de novembre de 1918, atorgant-li tot el poder administratiu. La Rússia soviètica va envair Estònia el 28 de novembre de 1918, iniciant la Guerra d'Independència d'Estònia.

## Independència d’Estònia

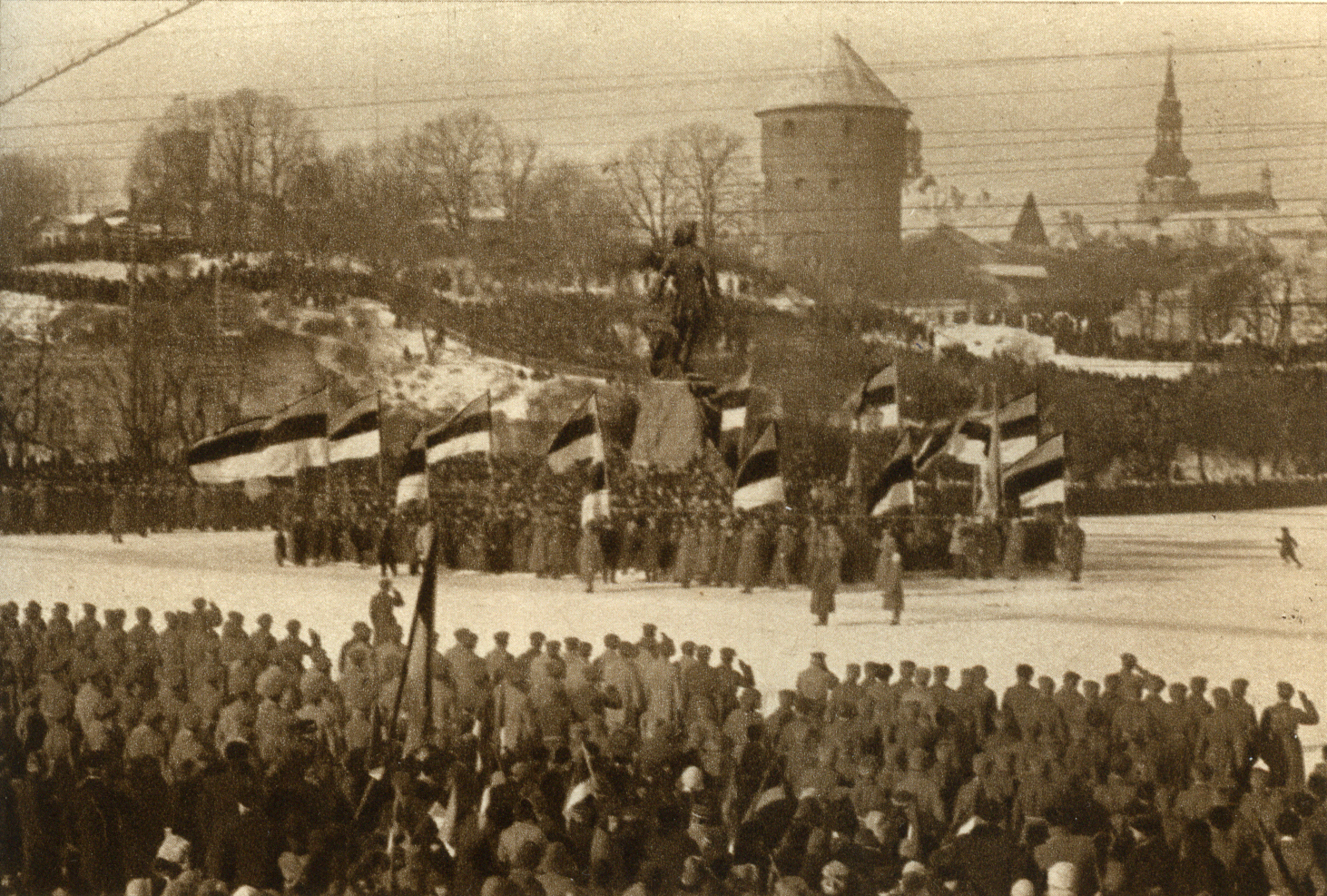
La primera celebració del Dia de la Independència d’Estònia a Tallinn, el 24 de febrer de 1919

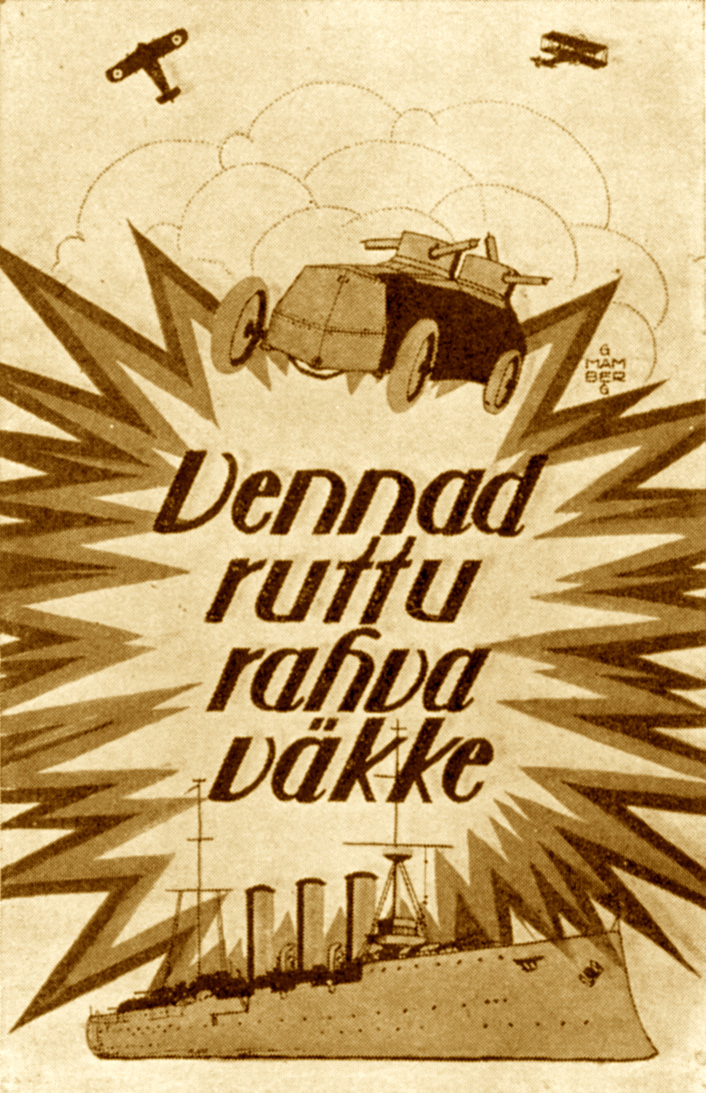
Germans, uniu-vos a l’Exèrcit de la Nació tan aviat com pugueu!. Cartell de reclutament de l’Exèrcit d’Estònia el 1918.

Després que l’Imperi Alemany capitulés arran de la Revolució de Novembre (de l’11 al 14 de novembre de 1918), els representants alemanys van cedir el poder oficial al Govern provisional de la República d’Estònia. El 16 de novembre, el govern provisional va fer una crida a la mobilització voluntària i va començar a organitzar l’exèrcit estonià, nomenant Konstantin Päts com a ministre de Guerra, el general major Andres Larka com a cap de l’Estat Major i el general major Aleksander Tõnisson com a comandant de l’Exèrcit d’Estònia, que en aquell moment constava només d’una divisió.
A finals de novembre de 1918, les forces armades bolxevics de la URSS van avançar contra Estònia. El 28 de novembre de 1918, la 6a Divisió de Fusellers Rojos soviètica va atacar la ciutat fronterera de Narva, fet que va marcar l’inici de la Guerra d’Independència d’Estònia.
La 6a Divisió va atacar amb 7.000 soldats d’infanteria, 22 canons de campanya, 111 metralladores, un tren blindat, dos vehicles blindats, dos avions i el creuer de classe Bogatyr *Oleg*, amb el suport de dos destructors. La ciutat va ser defensada per membres de la Lliga de Defensa d’Estònia (entre ells estudiants de secundària) i el Regiment d’Infanteria núm. 405 de l’exèrcit alemany. Els soviètics van capturar Narva el 29 de novembre, i el regiment alemany es va retirar cap a l’oest.
La 2a Divisió soviètica de Nóvgorod va obrir un segon front al sud del Llac Peipus, amb 7.000 soldats d’infanteria, 12 canons de campanya, 50 metralladores, dos trens blindats i tres vehicles blindats.
En aquell moment, les forces militars estonianes constaven de 2.000 homes amb armes lleugeres i uns 14.500 homes mal armats de la Lliga de Defensa d’Estònia. A finals de novembre de 1918 es va formar el Batalló del Bàltic, principalment una companyia de metralladores muntades i infanteria. La minoria alemanya bàltica d’Estònia va proporcionar una considerable força de milicians voluntaris al Batalló, una de les primeres unitats de combat de l’exèrcit estonià, fidel a l’autoritat de la República.
El 49è Regiment de Fusellers Letons Rojos va prendre el nus ferroviari de Valga el 18 de desembre i la ciutat de Tartu la nit de Nadal. Aquella mateixa nit, la 6a Divisió soviètica va capturar el nus ferroviari de Tapa, avançant fins a 34 km de Tallinn, la capital. Els bolxevics estonians van proclamar la Comuna del Poble Treballador d’Estònia a Narva. A finals d’any, el 7è Exèrcit Roig controlava territori estonià des d’una línia del front a 34 km a l’est de Tallinn, a l’oest de Tartu i al sud d’Ainaži.
El coronel Johan Laidoner va ser nomenat comandant en cap de les forces armades estonianes. Va reclutar 600 oficials i 11.000 voluntaris per al 23 de desembre de 1918. Va reorganitzar les forces establint la 2a Divisió al sud del país sota el comandament del coronel Viktor Puskar, juntament amb unitats especials com el Batalló Partisà de Tartumaa i el Batalló Kalevi Malev.
El govern nacional va aconseguir suport internacional. El 5 de desembre, Finlàndia va enviar 5.000 fusells i 20 canons de campanya, a més de munició. Un esquadró de la Marina Reial Britànica, comandat pel contraalmirall Sir Edwyn Alexander-Sinclair, va arribar a Tallinn el 31 de desembre i va lliurar 6.500 fusells, 200 metralladores i dos canons de campanya. L’esquadró va capturar dos destructors russos, *Spartak* i *Avtroil*, que van ser cedits a Estònia, i rebatejats com a *Vambola* i *Lennuk*. El 2 de gener, van arribar a Estònia unitats de voluntaris finlandesos amb 2.000 homes. A Tallinn es van construir tres trens blindats sota la direcció del capità de vaixell Johan Pitka i el capità Karl Parts.